# Noua Suliță
Noua Suliță, întâlnit și sub formele Sulița-Târg și Sulița (în ucraineană Новоселиця, transliterat: Novoselîțea, în rusă Новоселица, transliterat: Novoselița, în germană Nowosielitza, în poloneză Nowosielica) este un oraș în regiunea Cernăuți (Ucraina), centru administrativ al raionului omonim. Este situat la o distanță de 28 km sud-est de orașul Cernăuți și la 39 km sud de orașul Hotin.
Orașul este situat la o altitudine de 139 metri, în partea de sud a raionului Noua Suliță, în apropierea frontierei cu România, pe malul stâng al râului Prut.
Orașul are o suprafață de 6,47 km² și o populație de 8,166 locuitori, preponderent ucraineni, existând și o comunitate importantă de români.

## Istoric
Prima mențiune documentară a orașului datează din anul 1456, perioadă în care făcea parte din Ținutul Hotinului a regiunii istorice Basarabia a Principatului Moldovei și se numea Nouăsulița de sus. În anul 1805 a fost construită aici o biserică de lemn .

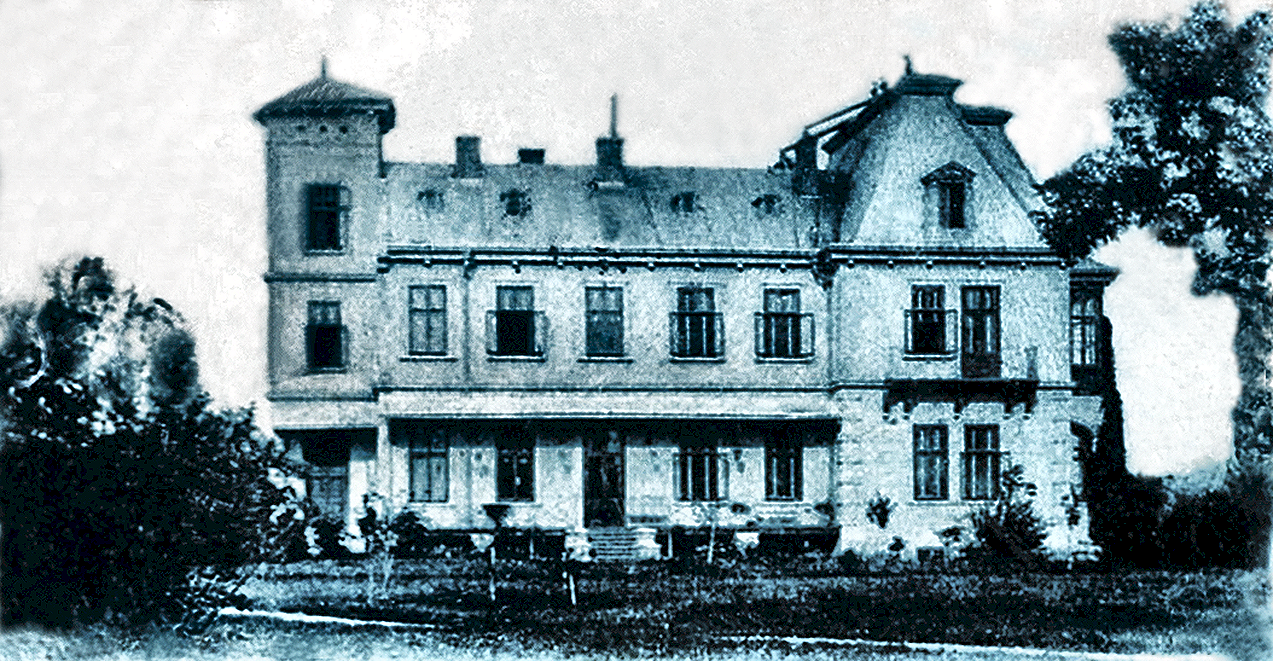
Vila cavalerilor de Zotta în Noua Suliță pe la 1900

Prin Tratatul de pace de la București, semnat pe 16/28 mai 1812, între Imperiul Rus și Imperiul Otoman, la încheierea războiului ruso-turc din 1806 – 1812, Rusia a ocupat teritoriul de est al Moldovei dintre Prut și Nistru, pe care l-a alăturat Ținutului Hotin și Basarabiei/Bugeacului luate de la Turci, denumind ansamblul Basarabia (în 1813) și transformându-l într-o gubernie împărțită în zece ținuturi (Hotin, Soroca, Bălți, Orhei, Lăpușna, Tighina, Cahul, Bolgrad, Chilia și Cetatea Albă, capitala guberniei fiind stabilită la Chișinău).
La începutul secolului al XIX-lea, conform recensământului efectuat de către autoritățile țariste în anul 1817, satul Noua Suliță făcea parte din Ocolul Prutului de sus a Ținutului Hotin , ca reședință de ocol. În anul 1882 este construit tronsonul feroviar Cernăuți - Noua Suliță de către Bukowinaer Lokalbahnen (Căile Ferate locale ale Bucovinei). Noua gară din Noua Suliță a fost dotată în anul 1893 cu șine cu ecartament normal și cu altele cu ecartament lat, pentru a fi folosite de rețeaua de căi ferate a Rusiei.
După Unirea Basarabiei cu România la 27 martie 1918, comuna urbană Noua Suliță a făcut parte din componența României, ca localitate de reședință a Plasei Sulița a județului Hotin. Pe atunci, majoritatea populației era formată din evrei. În perioada interbelică, Sulița-Târg era un centru comercial important din zonă, aici funcționând o pretură, o judecătorie de ocol, un comisariat de poliție, o percepție fiscală, o uzină electrică, o gară de cale ferată, un oficiu PTT de stat, un oficiu telefonic și o filială a Casei Asigurărilor Sociale din Cernăuți .
În localitate se desfășura un comerț intens cu cereale, animale și lemne, aici existând și câteva filiale de bănci (Banca Comercială, Banca Populară "Sprijinul", Banca "Tovărășia" de împrumut și păstrare, Banca țărănească "Plugarul", Banca meseriașilor C.F.R.).
Fiind un centru important pe plan local, ființau aici un liceu comercial de băieți, un gimnaziu industrial de băieți, un gimnaziu mixt evreiesc, 6 școli primare și 1 grădiniță de copii. Existau și societăți cultural-sportive (un cămin cultural al Fundației Culturale "Principele Carol", un cămin cultural al C.F.R., o bibliotecă particulară, două cinematografe, o societate sportivă) sau biserici (3 biserici ortodoxe și o sinagogă). De asemenea, pentru ocrotirea sănătății își desfășurau activitatea un spital de stat, un spital evreiesc, un dispensar medical de stat, o filială a Societății "Crucea Roșie", un azil de bătrâni . În anul 1940, satul Noua Suliță a primit statutul de oraș.
Ca urmare a Pactului Ribbentrop-Molotov (1939), Basarabia, Bucovina de Nord și Ținutul Herța au fost anexate de către URSS la 28 iunie 1940. După ce Basarabia a fost ocupată de sovietici, Stalin a dezmembrat-o în trei părți. Astfel, la 2 august 1940, a fost înființată RSS Moldovenească, iar părțile de sud (județele românești Cetatea Albă și Ismail) și de nord (județul Hotin) ale Basarabiei, precum și nordul Bucovinei și Ținutul Herța au fost alipite RSS Ucrainene. La 7 august 1940, a fost creată regiunea Cernăuți, prin alipirea părții de nord a Bucovinei cu Ținutul Herța și cu cea mai mare parte a județului Hotin din Basarabia .
În perioada 1941-1944, toate teritoriile anexate anterior de URSS au reintrat în componența României. Apoi, cele trei teritorii au fost reocupate de către URSS în anul 1944 și integrate în componența RSS Ucrainene, conform organizării teritoriale făcute de Stalin după anexarea din 1940, când Basarabia a fost ruptă în trei părți.
Începând din anul 1991, orașul Noua Suliță este centru administrativ raional. Conform recensământului din 1989, numărul locuitorilor care s-au declarat români plus moldoveni era de 3.318 (125+3.193), adică 40,54% din populația localității . În prezent, orașul are 8.244 locuitori, preponderent ucraineni (54,37%), dar există și o minoritate de români (37,45%) și ruși (6,84%).

## Demografie
Componența lingvistică a orașului Noua Suliță
     Ucraineană (54,92%)
     Română (34,54%)
     Rusă (10,07%)
     Alte limbi (0,3%)
Conform recensământului din 2001, majoritatea populației orașului Noua Suliță era vorbitoare de ucraineană (54,92%), existând în minoritate și vorbitori de română (34,54%) și rusă (10,07%).
1930: 4.818 (recensământ)
1937: 5.027 (estimare)
1989: 8.185 (recensământ) 
2001: 8.400 (recensământ)
2005: 8.288 (estimare)
2007: 8.166 (estimare)
2011: 7.892 (estimare)

## Recensământul din 1930
Componența etnică a cătunului Seliștea-parte din Noua Suliță bucovineană (județul Cernăuți)
     Români (74,83%)
     Evrei (15,86%)
     Ruteni (1,23%)
     Polonezi (4,93%)
     Altă etnie (3,15%)
Componența confesională a cătunului Seliștea-parte din Noua Suliță bucovineană
     Ortodocși (76,53%)
     Romano-catolici (5,03%)
     Mozaici (15,86%)
     Ortodocși de rit vechi (lipoveni) (1,9%)
     Greco-catolici (0,68%)
Conform recensământului efectuat în 1930, populația cătunului Seliștea-parte din Noua Suliță bucovineană se ridica la 1.053 locuitori. Majoritatea locuitorilor erau români (74,83%), cu o minoritate de ruteni (1,23%), una de evrei (15,86%) și una de polonezi (4,93%). Alte persoane s-au declarat: ruși (5 persoane), germani (7 persoane) și altă etnie (21 de persoane). Din punct de vedere confesional, majoritatea locuitorilor erau ortodocși (76,53%), dar existau și mozaici (15,86%), romano-catolici (5,03%) și ortodocși pe stil vechi (lipoveni) (1,90%) și greco-catolici (0,68%).

## Obiective turistice
- Gara - Construirea de drum pietruit de la Cernăuți, prin Noua Suliță a fost finalizată în anul 1850, iar în 1905 a fost construită gara de cale ferată din localitate care a devenit principalul punct de tranzit al pieilor de bovine exportate în Austria. Gara este cunoscută și prin faptul că în anul 1915 și-a început călătoria sa faimoasă în Rusia celebrul scriitor și jurnalist american John Reed [12].

## Personalități

### Născuți în Noua Suliță
- Ieremia Cecan (1867–1941), preot ortodox, jurnalist și om politic român
- Nicolae Bosie-Codreanu (1885–1969), politician moldovean, membru al Sfatului Țării al RD Moldovenești